# Grande Dixence
Přehrada Grande Dixence je betonová gravitační přehrada na řece Dixence v čele údolí Val d'Hérémence v kantonu Valais ve Švýcarsku. S výškou 285 metrů jde o nejvyšší gravitační přehradu na světě, pátou nejvyšší přehradu celkově a nejvyšší přehradu v Evropě. Je součástí komplexu Cleuson-Dixence. S primárním účelem výroby vodní energie přehrada zásobuje čtyři elektrárny o celkovém instalovaném výkonu 2,069 MW a ročně generuje přibližně 2 000 GWh, což je dostatečné množství energie pro 400 000 švýcarských domácností.
Přehrada zadržuje nádrž Lac des Dix (jezero Dix). S povrchem 4 km² jde o druhou největší nádrž v kantonu Valais a největší nádrž v nadmořské výšce nad 2 000 m v Alpách. Nádrž je napájena ze čtyř různých čerpacích stanic: Z'Mutt, Stafel, Ferpècle a Arolla. Při maximální kapacitě je její objem přibližně 400 milionů metrů krychlových vody s hloubkou až 284 metrů. Stavba přehrady byla zahájena v roce 1950 a byla dokončena v roce 1961, poté byla oficiálně uvedena do provozu v roce 1965. Přehrada se nachází v katastru obce Hérémence.

## Historie

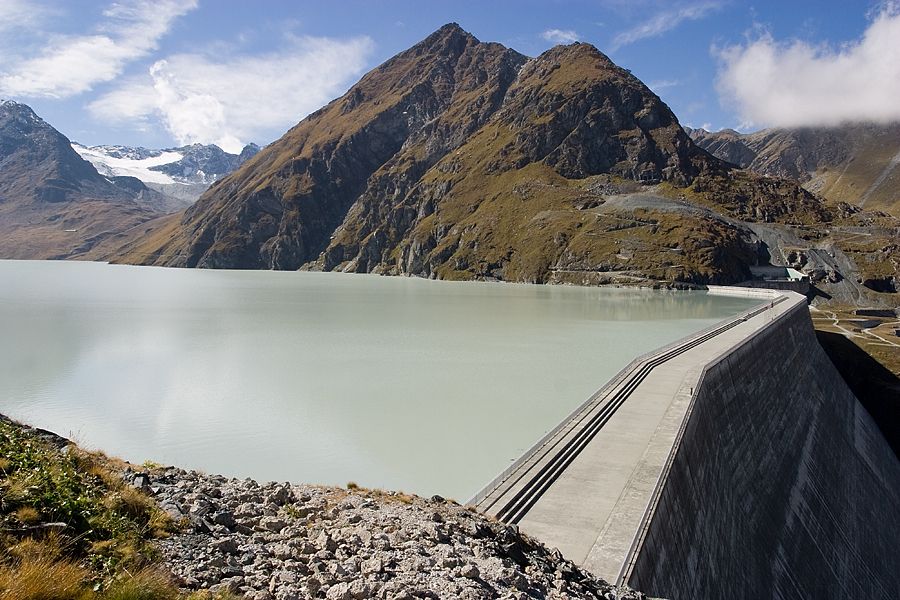
Přehrada Grande Dixence v roce 2004

V roce 1922 byla založena společnost Energie Ouest Suisse (EOS) s několika malými elektrárnami. Při výrobě značného množství elektřiny se společnost EOS zaměřila na kanton Valais, který obsahuje 56 % švýcarských ledovců a uchovává největší množství vody v Evropě. V roce 1927 společnost EOS získala licenci pro horní povodí řeky Dixence. V roce 1929 postavilo 1200 dělníků první přehradu Dixence, která byla dokončena v roce 1935. První přehrada dodávala vodu do elektrárny Chandoline, která má kapacitu 120 MW.
Po druhé světové válce rostoucí průmyslová odvětví potřebovala elektřinu a v roce 1947 začaly práce na přehradě Cleuson Dam, ta byla dokončena v roce 1951. Původní přehrada Dixence je zatopena nádrží Lac des Dix od roku 1957, ale při nízké hladině nádrže je stále k vidění.
Stavba přehrady Super Dixence byla zahájena v roce 1950 a byla dokončena roku 1961. Na stavbě pracovalo 3 000 lidí a bylo použito 6 milionů kubických metrů betonu. S výškou 285 m to byla v té době nejvyšší přehrada na světě, ale v roce 1972 ji překonala Nurek Dam v Tádžikistánu (304 m). Zůstala ale nejvyšší gravitační přehradou na světě.

## Charakteristika

Schéma komplexu Cleuson-Dixence

Přehrada Grande Dixence Dam je 285 metrů vysoká a 700 metrů dlouhá betonová gravitační hráz. Přehrada na základně široká 200 metrů a na vrcholu 15 metrů. Hřeben hráze dosahuje nadmořské výšky 2 365 m n. m. Ke stavbě bylo použito přibližně 6 milionů kubických metrů betonu. Aby byla přehrada zajištěna k okolnímu základu, obklopuje přehradu injektážní malta, dosahující hloubky 200 metrů.
Jelikož se přehrada nachází na relativně malém toku Dixence, je napájena vodou z jiných řek a potoků ze čtyř různých čerpacích stanic: Z'Mutt, Stafel, Ferpècle a Arolla. Z těchto stanic je přepravena přes síť tunelů do nádrže Lac des Dix. Voda je přiváděna i z 87 metrů vysoké přehrady Cleuson Dam, která se nachází 7 kilometrů na severozápad. Tři potrubí přepravují vodu z Lac des Dix do elektráren Chandoline, Fionnay, Nendaz a Bieudron, ta je poté vypuštěna do Rhôny.
Všechny čerpací stanice, elektrárny a přehrady tvoří komplex Cleuson-Dixence.
Většina vody pochází z ledovců, když se v létě rozpustí. Jezero je obvykle plně naplněno do konce září, během zimy se vyprazdňuje a nakonec dosáhne nejnižšího bodu kolem dubna.

## Havárie
V roce 2000 explodovalo v důsledku šířících se mikrotrhlin potrubí přivádějící vodu do elektrárny. Výbuch a následný únik vody způsobil sesuvy půdy a bahnotoky, které zabily čtyři lidi a poškodily obec Nendaz pod přehradou.